# Чапаевский (Белгородская область)
Чапаевский — посёлок Грайворонского района Белгородской области. Входит в состав Горьковского сельского поселения.

## География
Расположен у правого берега реки Лозовая (приток Ворсклы) в 11 км к востоку от Грайворона, в 4 км к югу от Головчино и в 53 км к западу от Белгорода.
Вблизи посёлка по мосту через реку проходит ж.-д. линия Льгов — Харьков, ближайшая станция Хотмыжск находится в 2 км к северу в одноимённом посёлке. Через Чапаевский проходит автодорога от Головчино к посёлкам Совхозный и Горьковский.

## История
В 1968 г. указом президиума ВС РСФСР поселок Чапаевского отделения совхоза «Большевик» наименован в Чапаевский.

## Население
| 2002 | 2010 |
| ---- | ---- |
| 417  | ↘377 |